# Parque Nacional de Snowdonia

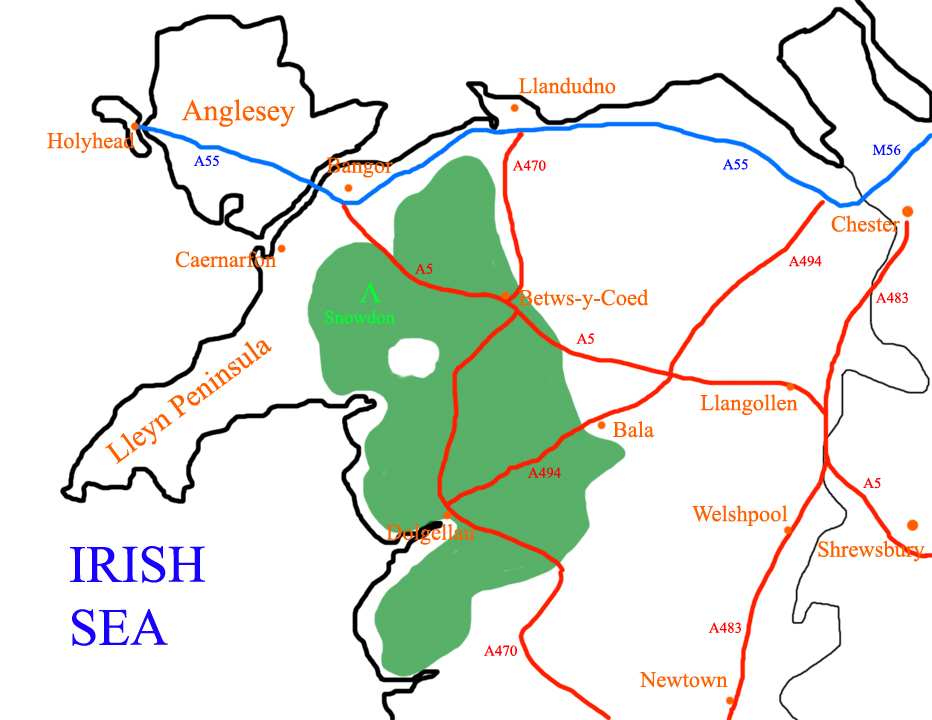
Mapa do parque nacional de Eryri, localizado no norte de Gales.

O Parque nacional Eryri, ou (Parc Cenedlaethol Eryri em galês) é uma área protegida galesa estabelecida em 1951, e o terceiro Parque Nacional de Inglaterra e de Gales. Cobre uma superfície de 2.142 km² (840 milhas²) da região de Eryri (Snowdonia), no noroeste de Gales. Nele se encontra a montanha mais alta de Inglaterra e de Gales, e o maior lago  deste último.

## Etimología

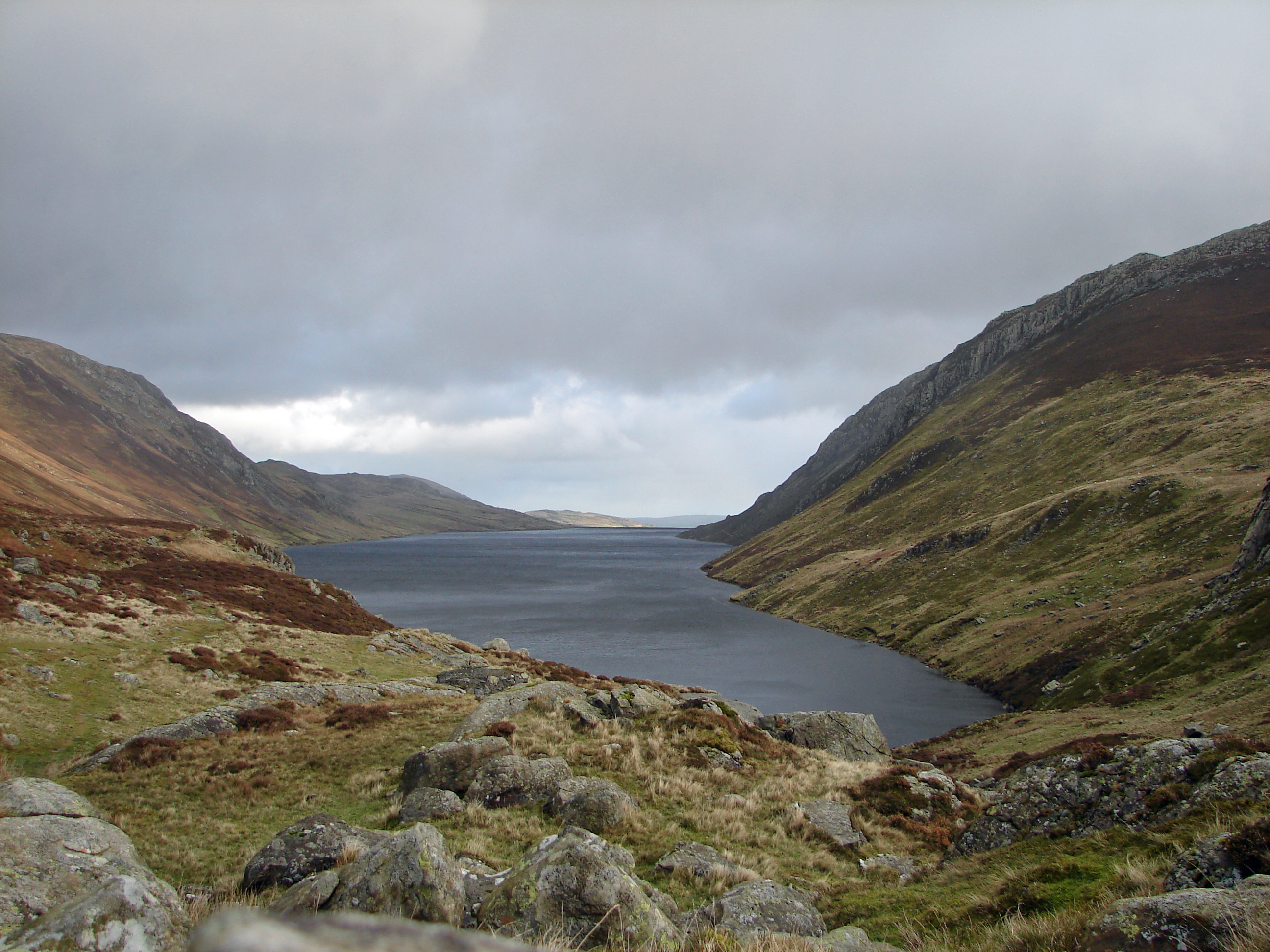
Vista do mar desde Llyn Cowlyd, ao norte de Capel Curig

O nome em inglês para o parque deriva de Snowdon, a montanha mais alta de Gales com uma altitude de 1.085 m. Em Gales, o parque chama-se Eryri. Uma das hipóteses mais comuns é que o nome deriva de Eryr (águia), mas outros afirmam que o nome significa, singelamente, Highlands (terras altas), como afirma o estudioso galés Sir Ifor Williams. Na Idade Média o título de Príncipe de Gales e de Senhor de Snowdonia (Tywysog Cymru ac Arglwydd Eryri) foi utilizado por Llywelyn ap Gruffudd; seu avô Llywelyn Fawr ostentava o título de Príncipe de Gales do Norte e Senhor de Snowdonia.
Dantes da designação dos limites do parque nacional, Eryri costumava referir a um área menor, isto é, a zona de terras altas do norte de Gwynedd localizada no maciço de Snowdon, enquanto o parque nacional tem uma superfície mais de duas vezes esse tamanho, estendendo-se para o sul até Meirionnydd. Isso se evidência nos livros publicados antes de 1951, como a relação de viagens clássicas de Wild Gales George Borrow (1862) e As montanhas de Snowdonia por H. Carr & G. Lister (1925). FJ Norte, como editor do livro Snowdonia (1949), afirma que quando o Comitê delineou as fronteiras provisórias foram incluídas áreas a certa distância de Eryri, e assim o parque inclui as regiões do monte Snowdon e de seus satélites, como o Glyderau, o Carneddau e o grupo de Moel Siabod (mas nãoas colinas do sul de Maentwrog). Como em Eryri, essa área ocupa um lugar único na história de Gales, e em suas tradições e a cultura.

## Características
O parque é regido pela Autoridade do Parque Nacional de Eryri, formada pelo governo local, o governo de Gales e representantes nacionais. À diferença dos parques nacionais em outros países, Eryri (e outros parques em Inglaterra e Gales) são formados por terras públicas e privadas, regidas por uma autoridade de planejamento central. A composição da propriedade do parque é como segue:
Dentro do parque vivem mais de 26.000 pessoas. Atrai milhões de visitantes a cada ano. É o terceiro parque mais visitado de Inglaterra e Gales. Nos terrenos do parque uma parte importante da terra é dedicada à agricultura.
Depois de uma reordenação administrativa em 1998, o parque estende-se dentro do condado de Gwynedd e do bairro de Conwy. É gerido por um comitê de 18 membros, nove dos quais são eleitos por Gwynedd, três de Conwy, e os seis restantes pelo parlamento Galés.
Como curiosidade, dentro de seu terreno fica excluída uma pequena extensão central, que corresponde ao povo de Blaenau Ffestiniog e seu canteiro de ardósia. Essa zona foi excluída deliberadamente para fomentar a criação de indústrias ligeiras, depois do fechamento das pedreiras.

## Áreas montanhosas
Eryri divide-se em quatro áreas: 
- A zona setentrional é a mais popular entre os turistas, e inclui (de oeste a este) Moel Hebog, Mynydd Mawr e Nantlle Ridge, o maciço de Snowdon, Glyderau e Carneddau.
- A segunda área compreende picos como Moel Siabod, Cnicht, Moelwynion e as montanhas ao redor de Blaenau Ffestiniog.
- A terceira área inclui Rhinogydd no oeste, bem como Arenig e Migneint (sendo este último um área pantanosa) e Rhobell Fawr.
- A zona mais meridional consta de Cadair Idris, o área Tarren, as colinas Dyfi e o grupo de Aram, incluindo Aram Fawddwy, a montanha mais alta no Reino Unido ao sul de Snowdon.

## Trilhas de montanha

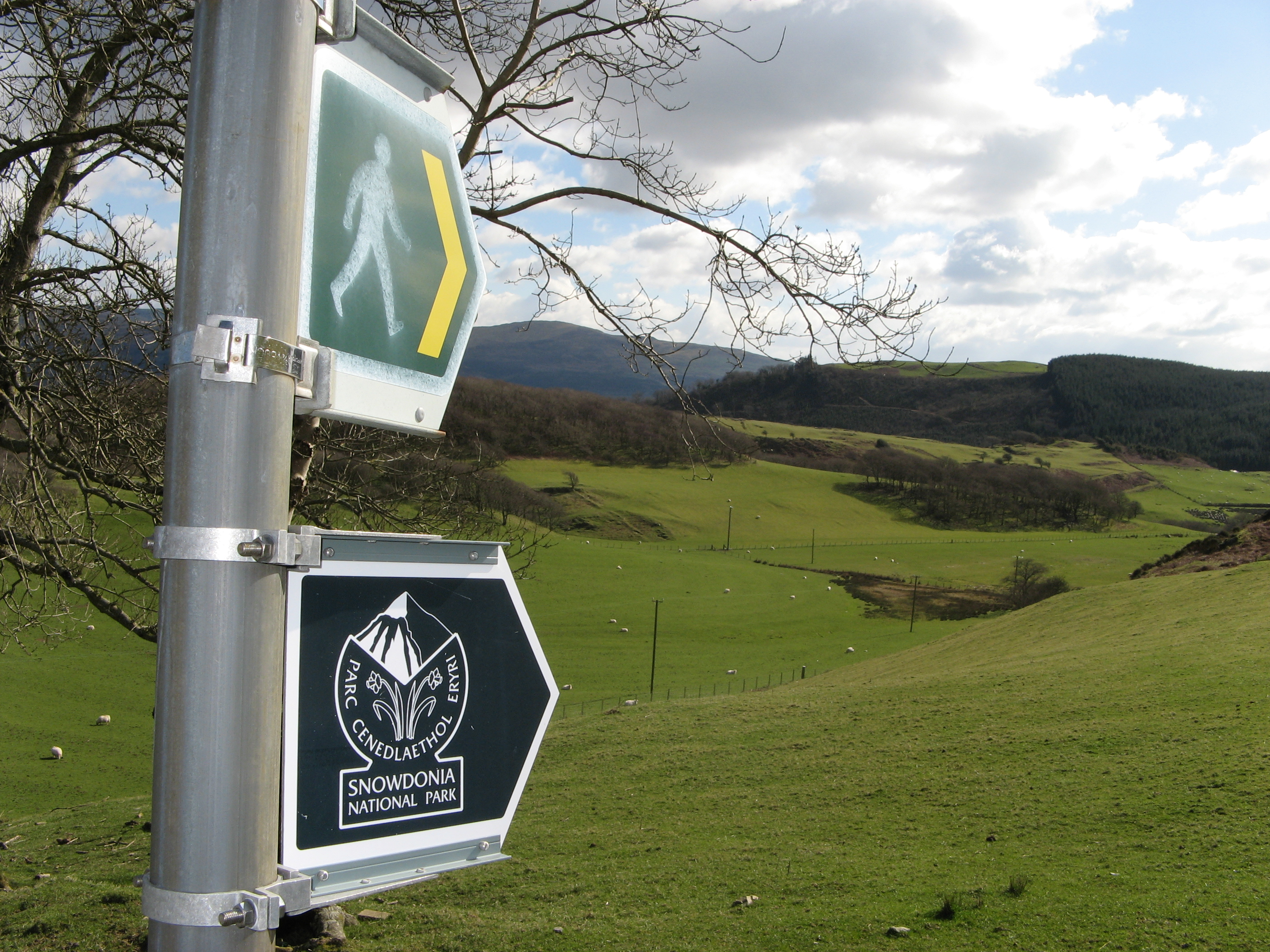
Caminho sinalizado em Llyn Barfog.

Muitos excursionistas do parque concentram-se no monte Snowdon. Esse maciço é considerado de altitude considerável, mas pode ser bastante concorrido, sobretudo com a construção do caminho-de-ferro da montanha de Snowdon, que realiza seu percurso até o topo.
O resto são altas montanhas com topos de cantos arredondados, como Tryfan, uma das poucas montanhas no Reino Unido, ao sul de Escócia, cuja subida requer escalada e é também muito popular. Assim mesmo há alguns grandes passeios nas montanhas mais baixas de Snowdonia, que tendem a ser relativamente pouco frequentados. Entre os caminhos preferidos pelos excursionistas encontra-se Y Garn (a leste de Llanberis) ao longo de sua crista até Elidir Fawr, Mynydd Tal-e-Mignedd (a oeste de Snowdon) ao longo do Nantlle Ridge para Mynydd Drws-e-Coed, Moelwyn Mawr (a oeste de Blaenau Ffestiniog) e Pen Llithrig e Wrach ao norte de Capel Curig. Mais ao sul encontra-se Y Llethr em Rhinogydd e Cadair Idris, próximos de Dolgellau.
O Parque conta com 2.380 km de caminhos públicos, 264 km de caminhos públicos para cavalos e 74 km de outros tipos de caminhos públicos. Uma grande parte do parque também é coberta por Direito público de livre trânsito na Natureza.

## Flora e fauna
Toda a costa do parque é uma zona especial de conservação que se estende desde a península de Llyn, pela costa do centro de Gales, península que contém valiosos sistemas de dunas de areia.

### Flora

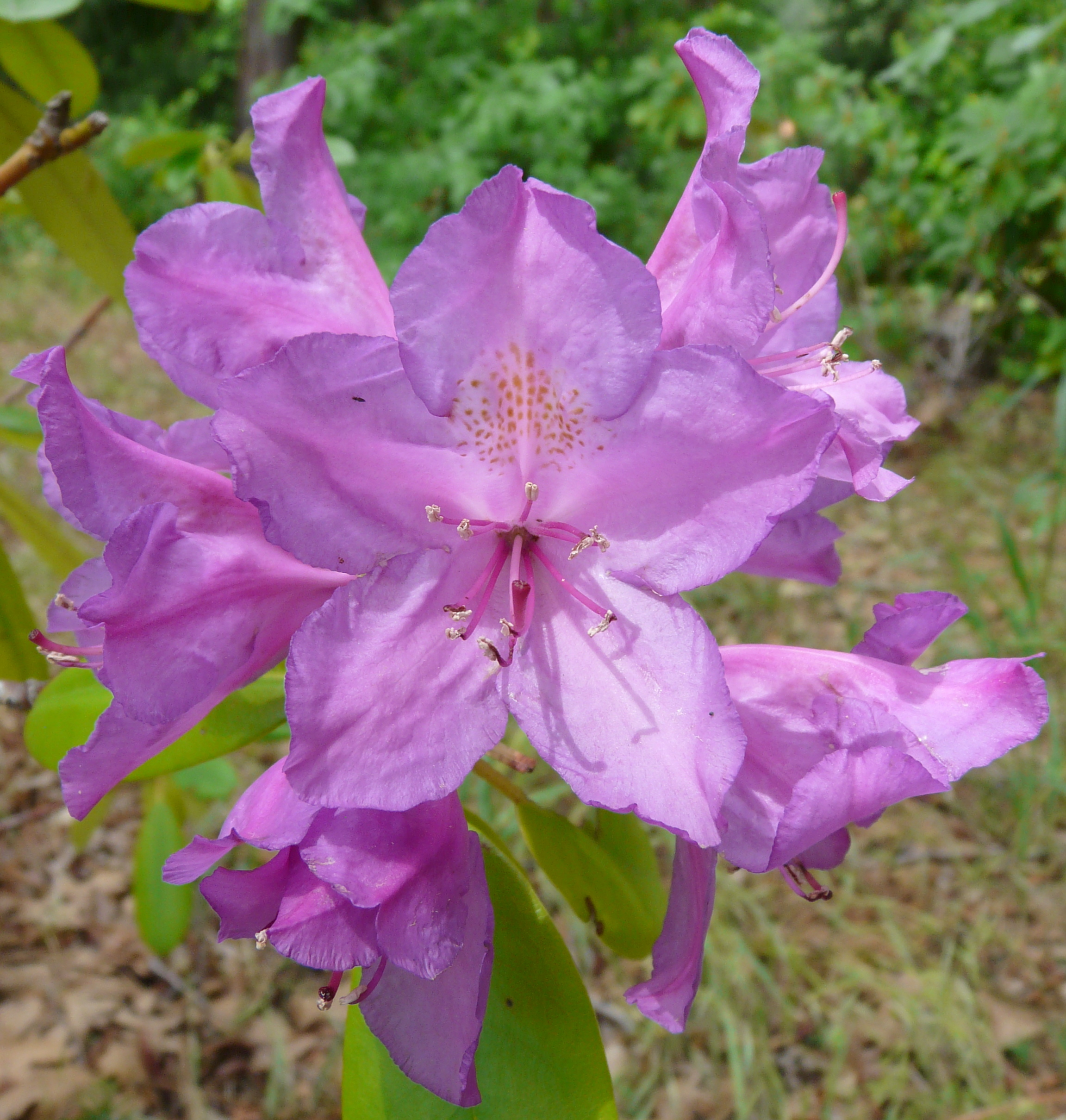
Rhododendron ponticum, uma das espécies invasoras que ameaçam o habitat nativo do parque.

Os bosques naturais do parque são de tipo misto caducifolio. Também são comuns a bétula, o fresno, bem como a avelã. O parque contém algumas grandes coníferas plantadas em áreas como o bosque de Gwydir, perto de Betws-e-Coed, ainda que algumas áreas, uma vez abandonadas, têm se tornado cada vez mais naturais.
Northern Snowdonia é o único lugar na Grã-Bretanha onde ocorrem o lirio de Snowdon, uma planta ártica e alpina, e o escaravelho de Snowdon de cor arco íris — chrysolina cereais. Além disso, é o único no mundo onde cresce o Hieracium snowdoniense.
Uma parte do parque acha-se atualmente sob a designação — ou em estudo para designação — como Site of Special Scientific Interest, National Nature Reserves, bem como Sítios Natura 2000, Reservas da biosfera e  Sítios Ramsar.

### Fauna

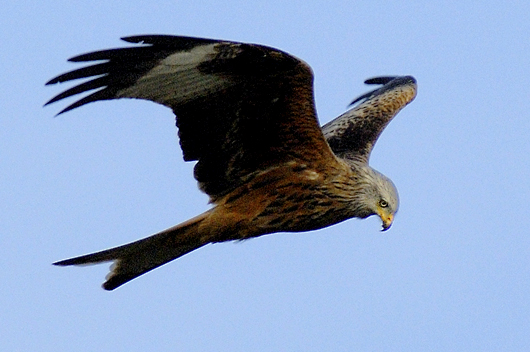
O milhafre-real, águia nativa do parque.

A importância de Eryri para a conservação do habitat e da vida silvestre na região reflete-se no facto de que quase 20% de sua superfície total é protegida pelo Reino Unido e pela legislação européia. Metade dessa área foi deixada de lado pelo governo em virtude da Directiva Habitats da Europa, como zona especial de conservação (Natura 2000).
No parque encontram-se mamíferos tais como lontras, furões, cabras selvagens e inclusive martas, ainda que estes últimos não tenham sido observados recentemente.
Quanto às aves, incluem-se corvos, falcões peregrinos, águias pescadoras e milhafres-reais. Outro famoso habitante de Snowdonia é o escaravelho de Snowdon, também chamada escaravelho arco-íris (Chrysolina cereais).
O parque conta com três Convênios de Ramsar:
- Dyfi Estuary Biosphere Reserve
- Cwm Idwa
- Llyn Tegid

## Clima
Eryri é uma das partes mais húmidas do Reino Unido; Crib Goch em Snowdonia é o lugar mais húmido de Reino Unido, com uma precipitação média de 4.473 milímetros ao ano, durante os últimos 30 anos.

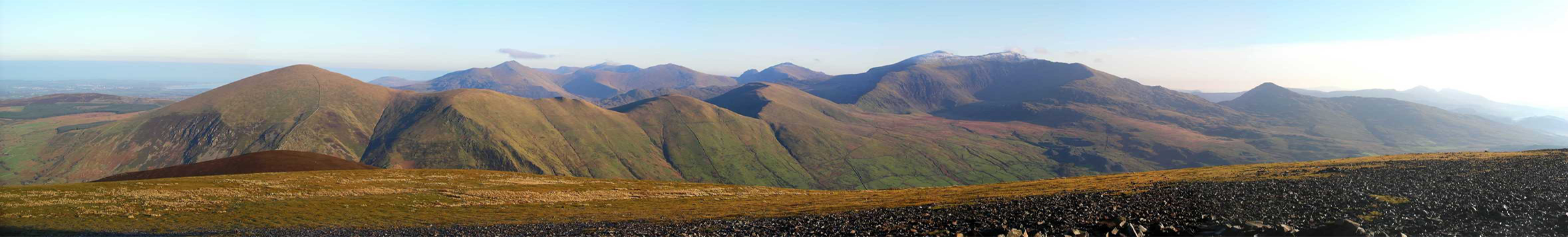
Panorama de uma parte do maciço de Snowdon incluindo Snowdon (centro-direita) tomadas desde Mynydd Mawr. O Glyderau é visível à distância.